# Jonathan Sacoor
Jonathan Sacoor (Halle, 1º settembre 1999) è un velocista belga.

## Biografia
Suo padre è di origine indiana e portoghese, mentre la madre è olandese. Nel 2018 ha stabilito il record nazionale belga nella staffetta 4×400 maschile indoor.
Ai campionati europei di Berlino 2018 ha vinto la medaglia d'oro nella staffetta 4×400 m correndo in finale con i tre fratelli Borlée (Dylan, Jonathan e Kévin). Si è ripetuto agli europei di Roma 2024. Nella stessa disciplina vanta anche due ori ai mondiali indoor, due bronzi ai mondiali e un bronzo agli europei indoor.

## Palmarès
| Anno | Manifestazione  | Sede       | Evento        | Risultato  | Prestazione | Note                                     |
| ---- | --------------- | ---------- | ------------- | ---------- | ----------- | ---------------------------------------- |
| 2016 | Europei U18     | Tbilisi    | 400 m piani   | 4º         | 47"71       |                                          |
| 2017 | Europei U20     | Grosseto   | 400 m piani   | Bronzo     | 46"23       |                                          |
| 2018 | Mondiali indoor | Birmingham | 4×400 m       | Bronzo     | 3'02"51     | Record nazionale                         |
| 2018 | Mondiali U20    | Tampere    | 400 m piani   | Oro        | 45"03       |                                          |
| 2018 | Mondiali U20    | Tampere    | 4×400 m       | 5º         | 3'07"05     |                                          |
| 2018 | Europei         | Berlino    | 4×400 m       | Oro        | 2'59"47     | Miglior prestazione europea stagionale   |
| 2019 | World Relays    | Yokohama   | 4×400 m       | Bronzo     | 3'02"70     | Miglior prestazione personale stagionale |
| 2019 | World Relays    | Yokohama   | 4×400 m mista | 8º         | 3'25"74     |                                          |
| 2019 | Europei U23     | Gävle      | 4×400 m       | Finale     | dnf         |                                          |
| 2019 | Mondiali        | Doha       | 400 m piani   | Semifinale | 45"03       | Miglior prestazione personale            |
| 2019 | Mondiali        | Doha       | 4×400 m       | Bronzo     | 2'58"78     | Miglior prestazione personale stagionale |
| 2021 | World Relays    | Chorzów    | 4×400 m       | 8º         | 3'10"74     |                                          |
| 2021 | World Relays    | Chorzów    | 4×400 m mista | 4º         | 3'17"92     |                                          |
| 2021 | Europei U23     | Tallinn    | 400 m piani   | Argento    | 45"17       | Miglior prestazione personale stagionale |
| 2021 | Giochi olimpici | Tokyo      | 400 m piani   | Semifinale | 45"88       |                                          |
| 2021 | Giochi olimpici | Tokyo      | 4×400 m       | 4º         | 2'57"88     | Record nazionale                         |
| 2022 | Mondiali indoor | Belgrado   | 4×400 m       | Oro        | 3'06"52     | Miglior prestazione personale stagionale |
| 2022 | Mondiali        | Eugene     | 4×400 m       | Bronzo     | 2'58"72     | [ 2 ]                                    |
| 2022 | Europei         | Monaco     | 4×400 m       | Argento    | 2'59"49     | [ 2 ]                                    |
| 2023 | Giochi europei  | Chorzów    | 4x400 m mista | Bronzo     | 3'12"97     | [ 3 ]                                    |
| 2024 | Mondiali indoor | Glasgow    | 4×400 m       | Oro        | 3'02"54     |                                          |
| 2024 | World Relays    | Nassau     | 4x400 m       | Bronzo     | 3'01"16     |                                          |
| 2024 | World Relays    | Nassau     | 4x400 m mista | Finale     | dq          |                                          |
| 2024 | Europei         | Roma       | 400 m piani   | 4º         | 44"98       | Miglior prestazione personale            |
| 2024 | Europei         | Roma       | 4x400 m       | Oro        | 2'59"84     | Miglior prestazione europea stagionale   |
| 2024 | Europei         | Roma       | 4x400 m mista | 4ª         | 3'11"03     | Record nazionale                         |
| 2024 | Giochi olimpici | Parigi     | 400 m piani   | Batteria   | 45"08       |                                          |
| 2024 | Giochi olimpici | Parigi     | 4x400 m       | 4ª         | 2'57"75     | Record nazionale                         |
| 2024 | Giochi olimpici | Parigi     | 4x400 m mista | 4ª         | 3'09"36     | Record nazionale                         |
| 2025 | Europei indoor  | Apeldoorn  | 400 m piani   | Semifinale | 47"25       |                                          |
| 2025 | Europei indoor  | Apeldoorn  | 4x400 m       | Bronzo     | 3'05"18     |                                          |
| 2025 | World Relays    | Guangzhou  | 4x400 m       | Argento    | 2'58"19     |                                          |
| 2025 | World Relays    | Guangzhou  | 4x400 m mista | 6ª         | 3'16"45     |                                          |

## Altre competizioni internazionali
2015
- 6º al Festival olimpico estivo della gioventù europea ( Tbilisi), 400 m piani - 49"86

## Riconoscimenti
- Gouden Spike (giovane talento) (2018)